# Глосса (поэзия)
Гло́сса — стихотворение, написанное на тему стихотворного отрывка, помещённого в эпиграфе, причём каждый стих этого отрывка (обычно называемого «мотто»; в Португалии — моте порт. mote) вплетается в соответствующую строфу: в конце первой строфы повторяется его первый стих, в конце второй — второй и т. п. Глосса пишется обычно определённой строфой — де́цимой, с рифмовкой ABBAACCDDC. Была распространена в испанской поэзии, в немецкой её культивировали братья Шлегели. Глосса с некоторыми отступлениями от канонической формы называется «вариацией». Пример конструкции глоссы имеется в XVIII главе 2-й части «Дон Кихота» Сервантеса. При воздействии кастильской поэзии с середины XV века глосса (порт. glosa — глоза) получила распространение в Португалии; широко представлена в поэтической антологии «Всеобщий песенник» (1516).